# 高橋彩華
高橋 彩華（たかはし さやか、1998年7月24日 - ）は、日本の女子プロゴルファーである。新潟県新潟市出身。2024年までの所属は東芝。現在はフリー。
父親の影響により、10歳からゴルフを始める。

## アマチュア時代
幼少期はフルコンタクト空手、11歳からゴルフを始める。初心者期から井上星一郎に師事。
アマチュア時代の主な成績として「新潟県ジュニアゴルフ競技大会」（中学生女子の部＝2011年、2013年）、（高校生女子の部＝2015年）をそれぞれ優勝している他、また2014年頃から師、井上星一郎とタイのアマチュア選手権を転戦。2016年 この年からマッチプレーから72ストローク競技に変わった日本女子アマチュアゴルフ選手権競技での優勝(2位畑岡奈紗)がある。また2016年後期にJGAナショナルチーム入り。この頃日本アマチュアゴルフランキングの女子1位となる。
2017年、宮里藍の引退試合サントリーレディスオープンゴルフトーナメントで初日・2日目と同組でプレーした。
開志国際高等学校卒業後の11月日本女子プロゴルフ協会（JLPGA）最終プロテストに進出するも53位タイで不合格。同年LPGAファイナルクォリファイングトーナメント（QT）に進出して22位となる。

## プロ転向後
2018年はファイナルQT進出者の資格でTP単年登録者として（プロテスト合格までの間）JLPGAツアーに参戦、同年2回目のJLPGA最終プロテスト進出を果たし19位で合格。JLPGA90期生となる。
QTランキング28位で迎えた2019年は、シーズン途中から奥嶋誠昭に師事。6月の「ニチレイレディス」ではアマチュア時代にも経験がなかったプレーオフの末、鈴木愛に優勝をさらわれたものの自身最高位となる2位となる。その後「第1回リランキング」10位、「第2回リランキング」10位と年間を通して出場資格を与えられ、優勝はなかったものの年間獲得賞金ランキングで19位で自身初のシード入りを果たす。
2020年1月より東芝所属となる。
2020-21年統一シーズンは、優勝こそ無いものの2年連続シード権を確保した。
2022年シーズン、4月のフジサンケイレディスクラシックにて練習日に届いたカーボンスチールシャフトのアイアンを採用し、最終日自身10度目となる最終組のスタートでスコアを伸ばし、最終的には大会タイレコードの12アンダーとして2位に2打差をつけて悲願のプロツアー初優勝(黄金世代 11人目)を果たした。
2025年宮里藍 サントリーレディスに於いて2位と2打差の首位でスタートし70でまとめ通算16アンダーで3年ぶりのツアー2勝目と共に7月31日に開幕する全英女子オープンの出場権を手にした。

## LPGA米メジャー出場
| 年度 | シェブロン選手権 | 全米女子オープン | 全米女子プロ選手権 | エビアン選手権 | 全英女子オープン |
| ---- | ---------------- | ---------------- | ------------------ | -------------- | ---------------- |
| 2022 |                  |                  |                    |                |                  |
| 2023 |                  |                  |                    |                |                  |

## トーナメント優勝

### ツアー優勝(2)

#### JLPGAツアー (2)
| No. | Date          | Tournament                                          | スコア                 | 2位との差 | 2位（タイ） |
| --- | ------------- | --------------------------------------------------- | ---------------------- | --------- | ----------- |
| 1   | 2022年4月24日 | フジサンケイレディスクラシック                      | −12（63-69-69=201）    | 2打差     | 藤田さいき  |
| 2   | 2025年6月15日 | 宮里藍 サントリーレディスオープンゴルフトーナメント | −16（68-67-67-70=272） | 1打差     | 岡山絵里    |